# Eublemmoides
Eublemmoides là một chi bướm đêm thuộc họ Erebidae.

## Các loài
Chi này gồm các loài sau:
- Eublemmoides apicimacula (Mabille, 1880)
- Eublemmoides acrapex Hampson 1896
- Eublemmoides crassiuscula Walker 1864
- Eublemmoides dinawa Bethune-Baker 1906
- Eublemmoides ochracea Warren 1913
- Eublemmoides pectorora (Lucas 1894)
- Eublemmoides rufiplaga Hampson 1910
- Eublemmoides semirufus Hampson 1902
- Eublemmoides subangulatus Hampson 1902